# Хрінницька сільська рада
Хрі́нницька сільська́ ра́да — орган місцевого самоврядування в Демидівському районі Рівненської області. Адміністративний центр — село Хрінники.
Ліквідована у 2018 році внаслідок об'єднання в Демидівську ОТГ.

## Загальні відомості
- Хрінницька сільська рада утворена в 1944 році.
- Територія ради: 46,978 км²
- Населення ради: 1 733 особи (станом на 2001 рік)

## Населені пункти
Сільській раді підпорядковані населені пункти:
- с. Хрінники
- с. Вичавки
- с. Лисин
- с. Лопавше

## Склад ради
Рада складається з 16 депутатів та голови.
- Голова ради: Майдан Віктор Мирославович
- Секретар ради: Майдан Валентина Григорівна

### Керівний склад попередніх скликань
| Прізвище, ім'я, по батькові | Основні відомості                                                                                      | Дата обрання | Дата звільнення |
| --------------------------- | --- | ------------ | --------------- |
| Майдан Віталій Мирославович | Сільський голова, 1962 року народження, безпартійний                                                   | 26.03.2006   | 31.10.2010      |
| Майдан Віктор Мирославович  | Сільський голова, 1962 року народження, освіта незакінчена вища, член політичної партії «Наша Україна» | 31.10.2010   |                 |

Примітка: таблиця складена за даними сайту Верховної Ради України

### Депутати
За результатами місцевих виборів 2010 року депутатами ради стали:

#### За суб'єктами висування
| Суб'єкт висування         | Кількість обраних депутатів | %    |
| ------------------------- | --------------------------- | ---- |
| Самовисування             | 8                           | 50   |
| Народна партія            | 4                           | 25   |
| Партія регіонів           | 3                           | 18,8 |
| Українська Народна Партія | 1                           | 6,3  |

#### За округами
| № округу                  | Прізвище, ім'я, по батькові     | Дата визнання обраним | Освіта             | Партійна приналежність           | Відомості про обраного депутата                                       |
| ------------------------- | ------------------------------- | --------------------- | ------------------ | -------------------------------- | --------------------------------------------------------------------- |
| Народна Партія            |                                 |                       |                    |                                  |                                                                       |
| 6                         | Поліщук Тетяна Миколаївна       | 05.11.2010            | середня            | позапартійна                     | Демидівський ВЗТП, продавець                                          |
| 7                         | Куніцкий Олександр Степанович   | 05.11.2010            | вища               | позапартійний                    | Демидівський ВЗТП, продавець                                          |
| 10                        | Ковальчук Антоніна Федорівна    | 05.11.2010            | вища               | позапартійна                     | Демидівське ВЗТП, продавець                                           |
| 15                        | Миронець Іван Віталійович       | 05.11.2010            | вища               | член Народної партії             | Дублянське лісництво, майстер лісу                                    |
| Партія регіонів           |                                 |                       |                    |                                  |                                                                       |
| 8                         | Якимюк Ярослав Васильович       | 05.11.2010            | вища               | член Партії регіонів             | Приватне підприємство «Експрес-Рівне-Земля», інженер — землевпорядник |
| 12                        | Синиця Людмила Олександрівна    | 05.11.2010            | середня            | член Партії регіонів             | тимчасово не працює                                                   |
| 13                        | Король Василь Андрійович        | 05.11.2010            | вища               | член Партії регіонів             | тимчасово не працює                                                   |
| Українська Народна Партія |                                 |                       |                    |                                  |                                                                       |
| 2                         | Гергусь Тетяна Олексіївна       | 05.11.2010            | вища               | член Української Народної Партії | Відділ культури та туризму, провідний спеціаліст                      |
| Самовисування             |                                 |                       |                    |                                  |                                                                       |
| 1                         | Мартиненко Віктор Григорович    | 05.11.2010            | середня спеціальна | позапартійний                    | тимчасово не працює                                                   |
| 3                         | Кременовський Сергій Русланович | 05.11.2010            | незакінчена вища   | позапартійний                    | Львівський національний університет ім. І. Франка, студент            |
| 4                         | Коваль Роман Петрович           | 04.11.2012            | вища               | позапартійний                    | тимчасово не працює                                                   |
| 5                         | Гергусь Марія Іванівна          | 05.11.2010            | вища               | позапартійна                     | тимчасово не працює                                                   |
| 9                         | Іржицька Тамара Григорівна      | 05.11.2010            | вища               | позапартійна                     | Демидівська районна рада, начальник відділу бухгалтерського обліку    |
| 11                        | Антонюк Іван Ярославович        | 04.11.2012            | вища               | член Партії регіонів             | тимчасово не працює                                                   |
| 14                        | Місяйло Іван Анатолійович       | 05.11.2010            | середня            | позапартійний                    | тимчасово не працює                                                   |
| 16                        | Майдан Валентина Григорівна     | 05.11.2010            | вища               | позапартійна                     | Хрінницька сільська рада, секретар                                    |

## Населення
За переписом населення України 2001 року в сільській раді мешкало 1848 осіб.

### Мова
Розподіл населення за рідною мовою за даними перепису 2001 року:
| Мова       | Відсоток |
| ---------- | -------- |
| українська | 98,73 %  |
| російська  | 0,87 %   |
| білоруська | 0,29 %   |
| молдовська | 0,06 %   |